# はらぺこ同志
『はらぺこ同志』（はらぺこどうし）は、TBS系列で1982年7月6日から9月21日に放送されたTBSのテレビドラマ。全12回制作。

## あらすじ
父の遺言で家業の洋菓子店を継ぐべく、4年間のフランスでの菓子職人の修行を無事終えた昌平だったが、帰国してみると実家の店はなんと倒産寸前の大ピンチ。驚いた昌平は親戚の勘介やその娘の邦子から、原因が浪費家の母・福代とその内縁の夫・犬飼であることを聞き、早速建て直しにかかる。そんな矢先、今度は亡くなった母親が犬飼に貸した借金を取り立てに、石渡まゆが栃木から上京、店に押しかけて来て、またしてもひと騒動となる。果たしてこんな状態で店は再建できるのか…。

## キャスト

### 主要人物
- 伊達昌平／北大路欣也
横浜元町にある洋菓子店「マ・メール」の跡継ぎ。元々は辛党で家業を嫌い、家を飛び出して建設会社に入ったことで勘当されていたが、父親の死とその遺言を契機にケーキ作りの修行にフランスへ。帰国後、経営不振に陥った実家に戻り再建に悪戦苦闘する。居合抜きが趣味。
- 石渡まゆ／桜田淳子
栃木から上京し、借金を取り立てに「マ・メール」に押しかけ、監視すべく西山家に下宿しながら、昌平が戻った同じ日から店で働き始める。鼻っ柱が強く、昌平とも衝突が絶えないが、根は優しく働き者で、次第に周りとも打ち解け、店にも欠かせない存在になっていく。
役の設定では1958年4月14日生まれの24歳。(役者と同じ)
- 伊達福代／藤間紫
昌平の母親。昌平のいない間に店を切り盛りしていたが、浪費家が災いし、材料費や改装費の流用などで店の経営を窮地に追い込む。
- 犬飼成之／上原謙
福代の内縁の夫で「マ・メール」の2階に転がり込んでいる。自称、元華族の家柄。映画監督をしていた頃、まゆの母親との間に秘密の過去を持っている。62歳。
- 西山邦子／梶芽衣子
勘介の娘。いとこでありながら、幼なじみの昌平に密かに想いを寄せている。宝石のデザインをしながらスナック「キャビン」の雇われママに。

### 西山家
- 西山勘介 ：名古屋章
昌平の叔父で家具職人。口やかましいが好人物。大の甘党。
- 西山澄子 ：石井トミコ
勘介の妻。気さくで面倒見がいい下町のお母さん。
- 西山夏子 ：高橋晶子
邦子の妹で女子短大生。19歳。
- 脇坂光治 ：伊藤克信
勘介の弟子。弟子入りして2年半

### マ・メール洋菓子店
- 若林安男 ：左とん平
「マ・メール」の職人。唯一修行に出る前の昌平を知る古株。
- 若林悦子 ：一ノ瀬康子
若林の妻。「マ・メール」の前身「伊達屋」の時代に店で働いていた。
- 飯島六郎 ：山本紀彦
「マ・メール」の職人。独身で犬飼との同居を避けた昌平と同居することになる、役上の年齢39歳。
- 細井洋三 ：樋浦勉
「マ・メール」の職人。チーフ格で昌平のフランス仕込みの手法に反発し、しばしば対立する。
- 細井広子 ：望月真理子
細井の妻。家を出ていたが3年ぶりに出身地の横浜に戻り、細井と再会する。
- 細井里美 ：山下陽子
細井の娘。母親の愛情に飢え、引き籠りがちであったが、まゆに優しくされ心を開いていく。
- 相原かおり ：水島かおり
「マ・メール」の店員。
- 津村めぐみ ：高橋めぐみ
「マ・メール」の店員。
- 須永やよい ：西端やよい
「マ・メール」の店員。
- 小杉昇 ：堀川重人
「マ・メール」の店員。後にスナック「キャビン」のバーテンに。

### 元町関連
- 小島蝶子 ：春川ますみ
元町で小島宝石店・スナック「キャビン」を営む女性実業家で未婚の母。アメリカ人船員との間にバーバラを儲ける。
- バーバラ小島 ：マリアン
蝶子の娘でハーフ。スナック「キャビン」で働く
- エリ ：佐藤恵利
蝶子が経営する宝石店の店員。
- 早苗 ：降矢由美子
スナック「キャビン」のスタッフ。
- 雄太郎 ：大石吾朗
呉服屋「三松」の息子。
- 雄太郎の父 ：高原駿雄

### その他
- 森川勇司 ：森田健作
まゆの母方のいとこで幼なじみ。栃木で養鶏場を営んでいる。
- 島崎秀子 ：山口いづみ
犬飼と本妻との間に生まれた娘。
- 島崎道郎 ：頭師孝雄
秀子の夫でサラリーマン。
- 石渡和枝 ：小林哲子
まゆの母親で最近死去。元映画女優で、犬飼が監督した映画に出演した際に愛し合い、わずかな期間同居していた。
- 昌平の父 ：細川俊夫
- ミシェル ：ジャンルイ・バージュ
昌平のパリ時代の下宿仲間で宝石デザイナー。
- 第8回に大地康雄が大地常雄名義でチンピラ役で出演している。

## 主題歌
- 「スウィート・スウィート・スウィート」 作詞：山上路夫 作・編曲：大野雄二 歌：桜田淳子
桜田淳子のシングルレコード「窓」のカップリング、CDアルバム『ナチュラリー+4』に収録されている。

## スタッフ
- 原案：松木ひろし
- 脚本：松木ひろし、鶴島光重、田口耕三
- 音楽：大野雄二
- タイトル画：吉川勉
- カメラ：志村泰史、山本博俊、今道進、佐藤雄彦
- VE（ビデオエンジニア）：岩下保典
- VTR：神毅
- 照明：倉本輝彦
- 音声：大木秀人
- 効果：山本登見夫
- 美術制作：石本富雄
- デザイン：椎葉禎介
- 装置：山田美男、能井章雄
- 装飾：石野隆一、小宮孝司
- 持道具：荒木邦世
- 衣装：岸靖彦
- タイムキーパー：岩野りみ子
- メイク：ユミ・ビュアクス
- 協力：六本木・パンドラ、協同組合元町SS会、富士厨房、キャラバン、三松
- 制作協力：東通
- 技術：高橋紀男
- プロデューサー：逸見稔（オフィス・ヘンミ）
- 演出：松木ひろし、松下紳
- 製作：オフィス・ヘンミ、TBS（TBSテレビ）

## その他
- 主人公はあらすじから判断すると伊達昌平のようであるが、実際には石渡まゆを中心に物語が展開する。当時のホームドラマではままあることである。
- 第1話では、昌平と邦子は父親が従兄弟同士の又従兄妹と紹介されているが、その後の話で従兄妹であるとされており、設定に不整合が生じている。
- 1982年7月27日にプロ野球オールスター第3戦（大阪球場。毎日放送制作）の中継のため第4回の放映がキャンセルとなり、次週に本来の第5回と統合され第4回として放映された。結果的に本放送時は全11回で終了した。再放送時には本来のクレジットに戻され全12回で放映されている。
- 再放送：1983年6月28日 - 7月13日（TBSテレビ：平日午前10時より）、1986年6月3日 - 19日（SBS静岡放送：平日午前10時より）

## 関連商品

### DVD
- 昭和の名作ライブラリー 第14集 はらぺこ同志 DVD BOXデジタルリマスター版
TCエンタテインメントより2013年4月26日発売。全3枚組ボックスセット、価格23,100円。リージョン2。